# Moscovita
La moscovita és un mineral de la classe dels silicats (fil·losilicats) que pertany a la vegada al grup de les miques aluminoses. És també coneguda com a mica blanca o mica potàssica pel color argentat i la seva brillantor nacrada. Se li va posar nom el 1850 per Moscovia, antic nom d'una província russa, on grans cristalls d'aquest mineral s'empraven com substitut del vidre en finestres, a qui anomenaven "cristall de Moscovia".

## Característiques
Químicament és un aluminosilicat de potassi i alumini, que pot portar magnesi, crom i una gran varietat d'altres elements en les seves nombroses varietats. És l'espècie més comuna del grup de les miques. Presenta un hàbit laminar, en cristalls tabulars de contorn hexagonal o en làmines flexibles i elàstiques.
Segons la classificació de Nickel-Strunz, la moscovita pertany a «09.EC - Fil·losilicats amb plans de mica, compostos per xarxes tetraèdriques i octaèdriques» juntament amb els següents minerals: minnesotaïta, talc, willemseïta, ferripirofil·lita, pirofil·lita, boromoscovita, celadonita, chernykhita, montdorita, nanpingita, paragonita, roscoelita, tobelita, aluminoceladonita, cromofil·lita, ferroaluminoceladonita, ferroceladonita, cromoceladonita, tainiolita, ganterita, annita, ephesita, hendricksita, masutomilita, norrishita, flogopita, polilithionita, preiswerkita, siderofil·lita, tetraferriflogopita, fluorotetraferriflogopita, wonesita, eastonita, tetraferriannita, trilithionita, fluorannita, shirokshinita, shirozulita, sokolovaïta, aspidolita, fluoroflogopita, suhailita, yangzhumingita, orlovita, oxiflogopita, brammal·lita, margarita, anandita, bityita, clintonita, kinoshitalita, ferrokinoshitalita, oxikinoshitalita, fluorokinoshitalita, beidel·lita, kurumsakita, montmoril·lonita, nontronita, volkonskoïta, yakhontovita, hectorita, saponita, sauconita, spadaïta, stevensita, swinefordita, zincsilita, ferrosaponita, vermiculita, bileyclor, chamosita, clinoclor, cookeïta, franklinfurnaceïta, gonyerita, nimita, ortochamosita, pennantita, sudoïita, donbassita, glagolevita, borocookeïta, aliettita, corrensita, dozyita, hidrobiotita, karpinskita, kulkeïta, lunijianlaïta, rectorita, saliotita, tosudita, brinrobertsita, macaulayita, burckhardtita, ferrisurita, surita, niksergievita i kegelita.
S'empra com a material aïllant elèctric en aparells elèctrics, per les seves excel·lents propietats dielèctriques i de resistència a la calor. La moscovita laminar s'utilitza en portes de forns i estufes, com aïllant tèrmic incombustible. També s'empra com additiu en l'elaboració de paper, en forma de pols de mica juntament amb oli, per a impressió de teixits, com lubrificant i com absorbent de la nitroglicerina.
Per als col·leccionistes la moscovita aïllada no és un mineral gaire important, però associada a altres minerals els proporciona una gran bellesa que augmenta el seu valor.

## Formació i jaciments
La moscovita és component mineral primari en moltes roques ígnies de tipus àcid, com en granits i pegmatites. Tot i que els grans cristalls apareixen en pegmatites, també s'hi troba en roques metamòrfiques com gneis, pissarres, micacites, cornianes, i també a seves corresponents roques sedimentàries detrítiques, com als gresos, argilites, etc. Els minerals que apareixen típicament associats a la moscovita són el quars, els feldespats, el beril i la turmalina.
El mineral de moscovita és molt comú en mines de tot el món, si bé són notables els jaciments de l'Índia, Pakistan, Brasil i nombroses localitats dels Estats Units. A Espanya les mines més importants són les de Garcirrey (Salamanca).

## Varietats

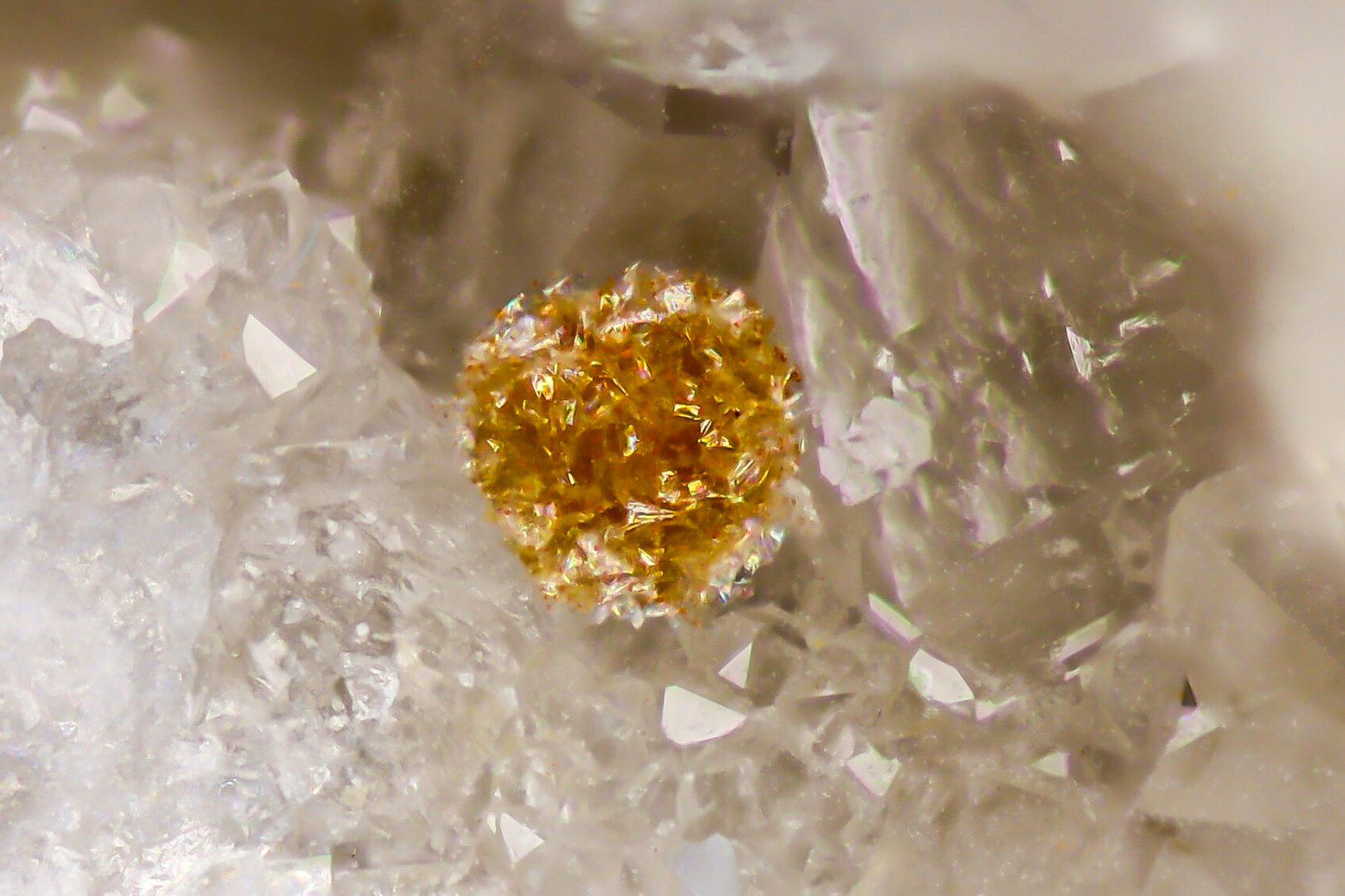
Sericita, varietat de gra fi de moscovita

- L'adamsita, una varietat classificada com margorodita, una barreja entre moscovita i paragonita. No s'ha de confondre amb el carbonat adamsita-(Y).[2]
- L'alurgita, amb fórmula K₂(Mg,Al)4-5(Al,Si)₈O20(OH)₄, és una varietat de moscovita de color porpra. Va ser classificada en 1959 com una varietat intermèdia entre leucofilita i moscovita.[3]
- L'astrolita és una moscovita en hàbit d'agregats esfèrics, compostos de cristalls tabulars en disposició radial.[4]
- La chalcataita és una varietat verda de moscovita, semblant al verd de la clorita. Va ser anomenada així en ser trobada per primera vegada a la mina de Chacaltaya, al Departament de La Paz (Bolívia)[5]
- La damourita és una varietat de color verdós clar o vermellós clar, descrita per primera vegada el 1845. Es caracteritza per ser de gra molt fi, pel que té un aspecte massiu més que el típic laminar de les miques, sovint fins i tot aparença fibrosa quan els cristalls s'orienten en la mateixa direcció.[6]
- La fengita, amb fórmula K(Al, Mg)₂(Al,Si)₄O10(OH)₂, és la varietat de moscovita rica en silici.[7]
  - La mariposita és una varietat de fengita de color verd, per tenir en la seva composició crom en lloc de magnesi. Es pot considerar l'equivalent a una fuchsita rica en silici. Rep el nom per ser descoberta en la mina Mariposa, a Califòrnia (Estats Units). La seva fórmula és K(Al, Cr)₂(Al,Si)₄O10(OH)₂.[8]
- La fuchsita, o cromo-moscovita, és una varietat de moscovita verda. Obté aquest color pel seu alt contingut en crom, que substitueix l'alumini a l'estructura cristal·lina per crom trivalent. Originalment descrita a Tirol (Àustria), és la varietat més comuna després de la moscovita. Rep el seu nom del mineralogista alemany Johann Nepomuk von Fuchs (1774 - 1856).[9]
  - La verdita és una varietat de fuchsita comercialitzada com pedra ornamental, originària de Sud-àfrica. Es tracta d'una fuchsita amb impureses d'albita, clorita, corindó, diàspora, margarita, quars, rútil i talc.[10]
- La gilbertita és una varietat compacta de moscovita, trobada en centroeuropa i en algunes altres localitzacions.[11]
- La il·lita és essencialment una moscovita pobre en potassi. Es troba típicament com a masses de gra molt fi de color blanc grisenc a gris platejat, de vegades gris-verdosa.[12]
  - L'ammersooita és una varietat d'il·lita amb la capacitat de fixar el potassi.[13]
  - L'avalita és una varietat cròmica d'il·lita.[14]
  - La brammallita és una varietat d'il·lita rica en sodi. Rep el seu nom d'Alfred Brammall (1879-1954), geòleg i mineralogista britànic.[15]
- La liti-moscovita és una varietat amb liti i hàbit típic de les miques.[16]
- La moscovita bàrica és una varietat que conté bari.[17]
- La oellacherita és una varietat de moscovita amb fórmula química (K,Ba)(Al,Mg)₂[(OH)₂|AlSi₃O10], rica en bari. Es va descriure per primera vegada en Trento (Itàlia). Altres varietats relacionades amb aquesta són la bari-crom-moscovita i la bari-vanadi-moscovita, riques en els metalls amb què s'anomenen.[18]
- La sericita és una varietat de moscovita de gra fi i de color blanc. La sericita és una alteració mineral comuna de feldespats d'ortoclasa o plagioclasa en zones que han estat subjectes a alteracions hidrotermals típicament associades amb coure, estany o altres dipòsits hidrotermals. El nom de sericita prové del llatí sericus, que significa "de seda" fent referència al lloc on la sericita es va fer servir primer i al seu aspecte sedós.[19]